# Berente
Berente este un sat în districtul Kazincbarcika, județul Borsod-Abaúj-Zemplén, Ungaria, având o populație de 1.183 de locuitori (2011). 

## Demografie
Componența etnică a satului Berente
     Maghiari (90,72%)
     Romi (8,41%)
     Necunoscut (0,61%)
     Germani (0,26%)
     Alții (0,61%)
Componența confesională a satului Berente
     Romano-catolici (37,87%)
     Fără religie (19,36%)
     Reformați (19,02%)
     Greco-catolici (2,79%)
     Necunoscută (20,46%)
     Atei (0,51%)
Conform recensământului din 2011, satul Berente avea 1.183 de locuitori. Din punct de vedere etnic, majoritatea locuitorilor (90,72%) erau maghiari, cu o minoritate de romi (8,41%). Apartenența etnică nu este cunoscută în cazul a 0,61% din locuitori. Nu există o religie majoritară, locuitorii fiind romano-catolici (37,87%), persoane fără religie (19,36%), reformați (19,02%) și greco-catolici (2,79%). Pentru 20,46% din locuitori nu este cunoscută apartenența confesională.